# Kazuki Ito
Kazuki Ito (født 8. august 1987) er en tidligere japansk fodboldspiller.
Han har spillet for flere forskellige klubber i sin karriere, herunder YSCC Yokohama.